# 新潟県立高田特別支援学校
新潟県立高田特別支援学校（にいがたけんりつ たかだとくべつしえんがっこう）は、新潟県上越市に所在する県立特別支援学校である。

## 概要
1967年（昭和42年）10月9日に、当時の高田市議会（現：上越市議会）が高田市立金谷中学校の跡地を新潟県立高田養護学校の建設地として無償で提供することを満場一致で可決。翌年の1968年5月1日に開校した。
近隣に所在する新潟県立上越特別支援学校とともに、上越地域に居住する障害のある児童・生徒に教育を行っている。

## 沿革
（沿革節の主な出典）
- 1967年10月9日 - 高田市議会が新潟県に高田市立金谷中学校の跡地を無償提供することを決定。
- 1968年
  - 1月1日 - 創設[3]。
  - 5月1日 - 新潟県立高田養護学校として開校。旧金谷中学校を仮校舎として第1回入学式を挙行[2]。
  - 10月11日 - 寄宿舎南寮竣工[4]。
- 1969年3月 - 寄宿舎北寮竣工[4]。
- 1970年4月 - 小学部棟竣工[4]。
- 1971年4月 - 中学部棟および作業棟竣工。また、1971年中に管理棟も竣工[4]。
- 1977年5月 - 国立犀潟療養所に訪問教室開設[4]。
- 1984年4月1日- 高等部設置[5]。
- 2011年4月1日 - 新潟県立高田特別支援学校に校名を変更。

## アクセス
- ETR（妙高はねうまライン）南高田駅より北西へ約950m[6]（徒歩：約12分[6]）